# Leonello Brandolini
Pour les articles homonymes, voir Brandolini.
Leonello Brandolini d'Adda, né le 31 mai 1950, est un éditeur français d'origine italienne, issu d'une famille vénitienne. Il est le fils de Brandolino Brandolini d'Adda di Valmareno et de son épouse, née Cristiana Agnelli et sœur de Gianni Agnelli.
Après avoir fait ses études à l'Institut d'études politiques de Paris, Leonello Brandolini commence sa carrière d'éditeur au Livre de poche, dans le groupe Hachette. En 1987, il est appelé par Christian Bourgois à prendre la direction de Presses Pocket, dans le groupe des Presses de la Cité, où il succède à Dominique Goust. En 1992, après le départ de Christian Bourgois du groupe de la Cité, il lui succède à la tête de 10/18dont l'avocat Jean-Claude Zylberstein assure la direction éditoriale.
Il est le P-DG des éditions Robert Laffont à partir de 1998.
Opposé au plan de restructuration demandé par l'actionnaire principal de la maison mère Editis, le groupe Planeta, il est démis de ses fonctions le 9 avril 2013, et doit quitter son poste le 30 juin suivant, remplacé par Cécile Boyer-Runge,. En avril 2014, il devient conseiller international auprès d'Arnaud Nourry, P-DG d'Hachette Livre.